# ISO 3166-2:PF
ISO 3166-2:PFはISOの3166-2規格のうち、PFで始まるものである。フランス領ポリネシアの行政区分コードを意味する。フランス領ポリネシアはISO 3166-1(ISO 3166-1 alpha-2)で、PFを国コードとして割り振られている。ISO 3166-2:PFに対応する行政区分コードの割り当てはない。
ただし、フランス領ポリネシアにはフランスの地方行政区画としてISO 3166-2:FRでFR-PFが割り当てられている。